# Antonio Canales Rosillo
Antonio Canales Rosillo (Monterrey, Nuevo León, Virreinato de la Nueva España 1802 — Camargo, Tamaulipas, 19 de enero de 1869) fue un político, topógrafo y militar, de nacionalidad Nuevo Hispana y Mexicana respectivamente. Cofundador del autodenominado «Movimiento Federalista del Noreste», sirvió como comandante de su rebelión en la «Rebelión del Río Grande». Canales es famoso por el éxito de su Proselitismo para que el pueblo se uniera a su causa. Adquirió el sobrenombre Zorro del Chaparral. 

## Biografía
Antonio Canales Rosillo, líder militar y político, fue hijo de Josefa Rosillo y José Antonio Canales Treviño, nació en Monterrey, Nuevo León, Virreinato de Nueva España en 1802. Estudió derecho en el Seminario de Monterrey y obtuvo su licencia de abogado en 1829 y con su esposa María del Refugio Molano Melo, crio a sus cinco hijos. Canales sirvió como oficial de milicias en combates contra los comanche y lipanes. Sirvió un término en la Cámara de Diputados de Tamaulipas y en 1834 se unió a la oposición liberal al movimiento centralista de Antonio López de Santa Anna contra la Constitución de 1824. 
Como comandante de las fuerzas federalistas en Tamaulipas, Canales envió enviados para evaluar los sentimientos anglo-texanos, tejanos e indios. Cuando descubrió que las intenciones de los tejanos eran separarse de México, practicó la neutralidad. Los límites geográficos e ideológicos de esta república fluctúan, pero Canales fácilmente levantó fuerzas armadas de ambos lados del Río Grande. En 1839 visitó San Antonio, Austin, y Lipantitlán (San Patricio) en el bajo Nueces para alistar a hombres. Durante estas visitas ofreció recompensas sustanciales a los tejanos que se unieron a su causa. El Cuerpo Auxiliar Texiano, una milicia irregular compuesta por 270 oficiales y hombres bajo el mando separado de los coroneles Richard Roman, Reuben Ross y Samuel W. Jordan, se alió con Canales y participó en varias campañas.
Durante este periodo de revueltas y contrarrevoluciones, Canales, Antonio Zapata y otros se encontraron en Guerrero en enero de 1840 y proclamaron el inicio de una rebelión conocida como «Movimiento Federalista del Noreste» el cual buscaba la restauración del federalismo en México.  A medida que el Estado centralista continuaba transformando a México, Canales continuó su resistencia contra él, pero fue derrotado en Monterrey por las fuerzas centralistas y se retiró al Río Grande. En Santa Rita de Morelos, Coahuila, perdió a Zapata. Junto con varios voluntarios texanos, Zapata fue capturado y ejecutado el 29 de marzo de 1840. Canales finalmente capituló a las fuerzas centralistas y abandonó a sus aliados texanos, un movimiento por el cual recibió una comisión como general de brigada en el ejército de Santa Anna. Más tarde dirigió campañas contra los anglo-texanos en Corpus Christi y Lipantitlán y en 1842 fue fundamental para detener al filibustero texano en Mier. Fue despedido en 1844 por el abandono de su puesto, pero fue reinstalado más tarde.
Durante la guerra con los estadounidenses, Canales acosó a las tropas de ese país estacionadas entre Corpus, Christi y Matamoros. Luchó en la batalla de Palo Alto y en Resaca. Sirvió con el general Pedro de Ampudia en Cerralvo y bajo Santa Anna en Buena Vista. 
Entre 1848 y 1851, Canales sirvió a Tamaulipas como inspector general, enviado legislativo y gobernador interino. El 22 de julio de 1852, recibió un premio de oro por conducta ejemplar. Sus hijos Servando y Antonio sirvieron varios términos políticos como gobernadores de Tamaulipas. 
Canales aparentemente murió en 1852, después de liderar las fuerzas gubernamentales que reprimieron el Rebelión de la Loba de Tamaulipas en El Paso de Azúcar, Camargo. Otra teoría dice que Canales murió el 19 de enero de 1869 en su vivienda ubicada en Miquiuana, Tamaulipas y que sus restos fueron enterrados en la iglesia de San Juan Bautista de Miquihuana.